# Abellait
Abellait (IMA-Symbol Abe) ist ein sehr selten vorkommendes Mineral aus der Mineralklasse der „Carbonate und Nitrate“ mit der chemischen Zusammensetzung NaPb2(CO3)2(OH) und damit chemisch gesehen Natrium-Blei-Carbonat mit zusätzlichen Hydroxidionen.
Abellait kristallisiert im hexagonalen Kristallsystem, konnte bisher jedoch nur in Form mikroskopisch kleiner Kristalle und Aggregate mit einer Größe zwischen 10 μm und ≈ 30 μm beobachtet werden. Das Mineral ist normalerweise farblos und durchsichtig, erscheint aber durch vielfache Lichtbrechung aufgrund von polykristalliner Ausbildung durchscheinend weiß mit einem glas- bis perlmuttähnlichem Glanz auf den Oberflächen.

## Etymologie und Geschichte
Entdeckt wurde das Mineral im ehemaligen Kupfer- und Uran-Bergwerk Eureka bei Torre de Cabdella in der katalanischen Provinz Lleida in Spanien, wo es sich als dünne Krusten auf Primärmineralen fand.
Nach Anerkennung als eigenständiges Mineral durch die International Mineralogical Association (IMA) 2014 erfolgte die offizielle Erstbeschreibung 2017 durch Jordi Ibáñez-Insa, José J. Elvira, Xavier Llovet, Jordi Pérez-Cano, Núria Oriols, Martí Busquets-Masó und Sergi Hernández. Diese benannten den Abellait zu Ehren des katalanischen Gemmologen Joan Abella i Creus (* 1968), der die Mineralisationen der Mina Eureka seit langem untersuchte und auch das nach ihm benannte Mineral fand.

## Klassifikation
Da der Abellait erst 2014 als eigenständiges Mineral anerkannt wurde, ist er in der seit 1977 veralteten 8. Auflage der Mineralsystematik nach Strunz noch nicht verzeichnet. Auch die seit 2001 gültige und von der IMA bis 2009 aktualisierte 9. Auflage der Strunz’schen Mineralsystematik führt den Abellait daher nicht auf. Das Gleiche gilt für die vorwiegend im englischen Sprachraum gebräuchliche Systematik der Minerale nach Dana.
Einzig im zuletzt 2018 überarbeiteten und aktualisierten Lapis-Mineralienverzeichnis nach Stefan Weiß, das sich aus Rücksicht auf private Sammler und institutionelle Sammlungen an der alten Form der Systematik von Karl Hugo Strunz in der 8. Auflage orientiert, erhielt das Mineral die System- und Mineral-Nr. V/C.08-30. In der „Lapis-Systematik“ entspricht dies der Klasse der „Nitrate, Carbonate und Borate“ und dort der Abteilung „Wasserfreie Carbonate, mit fremden Anionen“, wo Abellait zusammen mit Hydrocerussit, Plumbonacrit und Shannonit eine eigenständige, aber unbenannte Gruppe bildet (Stand 2018).

## Chemismus
Die Mittelwerte aus 10 Mikrosondenanalysen ergaben eine chemische Zusammensetzung von 3,88 % Natrium (Na), 0,29 % Calcium (Ca), 72,03 % Blei (Pb), 4,17 % Kohlenstoff (C), 19,47 % Sauerstoff (O) und 0,17 % Wasserstoff (H) (H, C und O wurden stöchiometrisch unter Annahme der idealen Formel ermittelt).
Auf der Basis von sieben Sauerstoffatomen wurde die empirische Formel Na0,96Ca0,04Pb1,98(CO3)2(OH) ermittelt und zur idealisierten Formel NaPb2(CO3)2(OH) vereinfacht.

## Kristallstruktur
Abellait kristallisiert hexagonal in der Raumgruppe P63mc (Raumgruppen-Nr. 186) mit den Gitterparametern a = 5,254(2) Å und c = 13,450(5) Å sowie zwei Formeleinheiten pro Elementarzelle.

## Bildung und Fundorte
Abellait findet sich als dünne Krusten auf der Oberfläche von Primärmineralen. Er entwickelt schwach ausgeformte Kristalle mit einer Größe von nicht mehr als 10 µm sowie größere pseudohexagonale Plättchen mit einer Größe von bis zu 30 µm. Einzelne Kristalle sind gewöhnlich tafel- oder lamellenförmig und treten zu ungeordneten Aggregaten zusammen. Als Begleitminerale treten eine Vielzahl von Primärmineralen wie unter anderem Chalkopyrit, nickelhaltiger Cobaltit, Coffinit, Covellin, Galenit, Pyrit, Roscoelith, Sphalerit, Tennantit und Uraninit sowie als supergene (sekundäre) Minerale Andersonit, Aragonit, Čejkait, Devillin, Gordait, Hydrozinkit, Malachit und arsenreicher Vanadinit auf.
Abellait gehört zu den sehr seltenen Mineralbildungen, von ihm wurden bisher nur wenige Proben gefunden. Außer an seiner Typlokalität, dem Bergwerk Eureka in der katalanischen Provinz Lleida (Spanien), konnte das Mineral bisher nur noch im sogenannten „Jubiläums“-Pegmatitgang (russisch Юбилейная; englische Transkription Yubileinaya, deutsche Transkription Jubilejnaja) am Berg Karnassurt im Lowosero-Massiv (Lowosero-Tundra) auf der russischen Halbinsel Kola entdeckt werden.